# Statues-menhirs des Ardaliès
Les statues-menhirs des Ardaliès sont un ensemble de neuf statues-menhirs appartenant au groupe rouergat découvertes à Saint-Izaire, dans le département de l'Aveyron en France.

## Historique
Les neuf statues-menhirs trouvées sur le site des Ardaliès ont toutes été découvertes par Charles Pessayre entre 1971 et 1975 dans un champ situé sur un promontoire dominant la vallée du Dourdou. 
Sept des neuf statues-menhirs sont inscrites monument historique au titre d'objet depuis le 11 décembre 2019,,,,,,. Les deux autres (statues n°4 et n°8) sont considérées comme disparues.

## Les statues
Les statues ont été sculptées dans des dalles de grès permien d'origine locale, assez friable. Ce sont des statues de petites tailles, inférieures à la moyenne des autres statues du groupe rouergat :
| Statue | Hauteur | Longueur max. | Épaisseur max. |
| ------ | ------- | ------------- | -------------- |
| n°1    | 0,95 m  | 0,51 m        | 0,12 m         |
| n°2    | 0,73 m  | 0,50 m        | 0,12 m         |
| n°3    | 0,72 m  | 0,47 m        | 0,15 m         |
| n°4    | 1,06 m  | 0,47 m        | 0,30 m         |
| n°5    | 0,85 m  | 0,52 m        | 0,28 m         |
| n°6    | 0,56 m  | 0,51 m        | 0,14 m         |
| n°7    | 0,61 m  | 0,47 m        | 0,20 m         |
| n°8    | 0,30 m  | 0,20 m        | 0,06 m         |
| n°9    | 0,68 m  | 0,41 m        | 0,10 m         |

### Statue n°1
C'est une statue masculine complète, la face est en bon état bien qu'elle soit plus érodée dans sa partie haute, le dos est bien état. Elle a été gravée. Les caractères anthropomorphes sont constitués du visage (yeux, nez, tatouages), des bras, des mains, et des jambes disjointes et les orteils bien visibles. Elle porte une ceinture avec une boucle (représentée par une cupule), un baudrier avec anneau (cupule) côté face et côté verso,.

### Statue n°2
La statue est très fragmentaire. Elle a été sculptée et gravée. Elle ne comporte plus que le bras droit, les mains et une partie de la jambe gauche. C'est une statue masculine qui a été féminisée par gravure de seins (seul le sein droit subsiste). Elle possède plusieurs caractéristiques uniques parmi toutes les statues-menhirs, : les mains comportent une représentation des phalanges, la ceinture est décorée de croisillons de face comme de dos, le fourreau du baudrier est décoré de chevrons très fins qui pourrait correspondre à un tressage. Au dos, une omoplate et la bretelle du baudrier sont visibles,.

### Statue n°3
La statue est amputée de sa partie haute. Elle a été gravée. Elle comporte une ceinture, deux jambes et un pied droit. L'absence de caractère ou d'attributs sexués ne permet pas de définir son sexe.

### Statue n°4
Il n'en demeure que le tronçon central, les deux côtés sont très abîmés. Elle a été gravée. Une ceinture est le seul attribut visible ce qui ne permet pas de définir son sexe. Elle n'est plus connue que par un cliché photographique et désormais considérée comme disparue.

### Statue n°5
Il n'en demeure que le tronçon central, les deux côtés sont très abîmés. Elle a été sculptée. Les jambes sont partiellement visibles et elle comporte une ceinture et un baudrier dorsal bifide incomplet.

### Statue n°6
Il n'en demeure que la moitié supérieure. C'est une statue féminine. Elle a été gravée par piquetage. Le visage est partiellement effacé mais les yeux, le nez et une partie des tatouages sont visibles. Les mains entourent une zone piquetée dont la signification est indéterminée. Une amorce des jambe est perceptible. La chevelure, très large, est atypique. Les crochets-omoplates sont absents. La ceinture comporte une boucle.

### Statue n°7
Il n'en demeure que des fragments inférieurs. La statue a été gravée, seuls la partie basse des jambes et les pieds sont visibles. L'absence de caractère ou d'attributs sexués ne permet pas de définir son sexe.

### Statue n°8
Il n'en demeurait qu'un fragment inférieur de petite taille (0,30 m) représentant une jambe, un pied et une ceinture. Elle a été gravée. Elle n'est plus connue que par un cliché photographique et désormais considérée comme disparue.

### Statue n°9
C'est la plus petite des statues du groupe rouergat. Elle est complète et en très bon état. Elle a été gravée puis sculptée. Le visage comporte des yeux et des tatouages. Les jambes sont jointives et les orteils sont visibles. Initialement masculine, elle a été féminisée en agrandissant l'anneau du baudrier originel pour dessiner le sein droit, le sein gauche étant rajouté par gravure. La ceinture est décorée d'un motif de chevrons. L'omoplate droite et une partie de celle de gauche, ainsi qu'un baudrier à anneau, sont visibles au dos,.